# Paraliparis dactylosus
Paraliparis dactylosus är en fiskart som beskrevs av Gilbert, 1896. Paraliparis dactylosus ingår i släktet Paraliparis och familjen Liparidae. Inga underarter finns listade i Catalogue of Life.